# Burt Lancaster
Burt Lancaster (Ciutat de Nova York, 2 de novembre de 1913 - Los Angeles, 20 d'octubre de 1994) fou un actor estatunidenc.

## Biografia
Nascut a Nova York amb el nom de Burton Stephen Lancaster, fill d'un treballador del servei postal. Va créixer al Harlem oriental i va passar moltes hores al carrer, on va desenvolupar el seu interès i la seva habilitat per l'exercici físic i la gimnàstica. Va arribar a treballar al circ, fins que un accident el va obligar a abandonar aquesta professió.
Durant la Segona Guerra Mundial, Lancaster va actuar en espectacles de l'exèrcit. Tot i que la interpretació no l'atreia gaire, tornant del servei militar va intentar ser actor i va rebre ofertes per treballar a Broadway. No va tenir èxit, però un agent de Hollywood es va fixar en ell i li va aconseguir el 1946 el seu primer paper cinematogràfic, a la pel·lícula The Killers, al costat d'Ava Gardner. L'èxit fou total i a partir d'aquell moment va actuar en nombroses produccions: dramàtiques, d'intriga, bèl·liques i d'aventures. En dues de les seves pel·lícules d'aventures, que van aconseguir un gran èxit de taquilla, El falcó i la fletxa i El temible burleta, el va acompanyar en el repartiment el seu antic amic i company de circ Nick Cravat, també un gran acròbata, que tot i que feia de mut no ho era pas, però tenia un fort accent de Brooklyn incapaç de dissimular.
A mitjan anys 50 Lancaster va desafiar la seva pròpia capacitat d'interpretació acceptant papers exigents i variats, en la majoria dels quals l'actor, autodidacte, va obtenir un gran reconeixement del públic i dels professionals del cinema. Així es va convertir en un dels grans actors del seu temps. Va rebre el 1960 l'Oscar al millor actor principal pel seu paper a Elmer Gantry, pel qual també va rebre un Globus d'Or. Va ser nominat a l'Oscar al millor actor per tres pel·lícules més, D'aquí a l'eternitat el 1953, L'home d'Alcatraz el 1962 i Atlantic City el 1980.
En una època més avançada de la seva carrera, Lancaster va abandonar les pel·lícules d'acció per concentrar-se en interpretacions de personatges distingits, cosa que va fer augmentar encara més el seu prestigi. Així, va treballar en diferents produccions europees de directors com Luchino Visconti o Bernardo Bertolucci.
Lancaster va ser una persona molt zelosa de la seva intimitat. Va estar casat en tres ocasions i va tenir cinc fills. Va morir el 1994 a casa seva a Los Angeles com a conseqüència d'un infart cardíac.

## Filmografia i premis
| Any  | Pel·lícula                                                     | Rol                                                                    | Premis |
| ---- | -------------------------------------------------------------- | ---------------------------------------------------------------------- | --- |
| 1946 | The Killers                                                    | 'Swede' Andersen                                                       | |
| 1947 | Brute Force                                                    | Joe Collins                                                            | |
| 1947 | Desert Fury                                                    | Tom Hanson                                                             | |
| 1948 | I Walk Alone                                                   | Frankie Madison                                                        | |
| 1948 | All My Sons                                                    | Chris Keller                                                           | |
| 1948 | Sorry, Wrong Number                                            | Henry Stevenson                                                        | |
| 1948 | Sang a les mans (Kiss the Blood Off My Hands)                  | William Earle 'Bill' Saunders                                          | |
| 1949 | Criss Cross                                                    | Steve Thompson / Narrador                                              | |
| 1949 | Rope of Sand                                                   | Michael (Mike) Davis                                                   | |
| 1950 | El falcó i la fletxa (The Flame and the Arrow)                 | Dardo Bartoli                                                          | |
| 1950 | Mister 880                                                     | Steve Buchanan                                                         | |
| 1951 | Vengeance Valley                                               | Owen Daybright                                                         | |
| 1951 | Jim Thorpe -- All-American                                     | Jim Thorpe                                                             | |
| 1951 | Ten Tall Men                                                   | Sgt Mike Kincaid                                                       | |
| 1952 | El temible burleta (The Crimson Pirate)                        | Capitan Vallo                                                          | |
| 1952 | Come Back, Little Sheba                                        | Doc Delaney                                                            | |
| 1953 | South Sea Woman                                                | Master Gunnery Sergent James O'Hearn                                   | |
| 1953 | D'aquí a l'eternitat (From Here to Eternity)                   | 1er Sergent Milton Warden                                              | New York Film Critics Circle Award for Best Actor Nominació − Oscar al millor actor                                                                        |
| 1953 | Three Sailors and a Girl                                       | Marine (no surt als crèdits)                                           | |
| 1954 | Sa Majestat dels Mars del Sud (His Majesty O'Keefe)            | Captain David Dion O'Keefe/Narrador                                    | |
| 1954 | Apatxe (Apache)                                                | Massai                                                                 | |
| 1954 | Vera Cruz                                                      | Joe Erin                                                               | |
| 1955 | The Kentuckian                                                 | Elias Wakefield (Big Eli)                                              | Nominació − Lleó d'or |
| 1955 | The Rose Tattoo                                                | Alvaro Mangiacavallo                                                   | |
| 1956 | Trapezi (Trapeze)                                              | Mike Ribble                                                            | Os de Plata a la millor interpretació masculina |
| 1956 | The Rainmaker                                                  | Bill Starbuck, també anomenat Bill Smith, Bill Harley, Tornado Johnson | Nominació − Globus d'Or al millor actor dramàtic |
| 1957 | Gunfight at the O.K. Corral                                    | Marshal Wyatt Earp                                                     | |
| 1957 | Xantatge a Broadway (Sweet Smell of Success)                   | J.J. Hunsecker                                                         | |
| 1958 | Run Silent Run Deep                                            | Tinent Jim Bledsoe                                                     | |
| 1958 | Taules separades (Separate Tables]                             | John Malcolm                                                           | |
| 1959 | The Devil's Disciple                                           | The Rev. Anthony Anderson                                              | |
| 1960 | Els que no perdonen (The Unforgiven)                           | Ben Zachary                                                            | |
| 1960 | Elmer Gantry                                                   | Elmer Gantry                                                           | Oscar al millor actor Globus d'Or al millor actor dramàtic New York Film Critics Circle Award for Best Actor Nominació − BAFTA al millor actor             |
| 1961 | The Young Savages                                              | Hank Bell                                                              | |
| 1961 | Els judicis de Nuremberg (Judgment at Nuremberg)               | Dr. Ernst Janning                                                      | |
| 1962 | L'home d'Alcatraz (Birdman of Alcatraz)                        | Robert Stroud                                                          | Copa Volpi per la millor interpretació masculina BAFTA al millor actor Nominació − Oscar al millor actor Nominació − Globus d'Or al millor actor dramàtic  |
| 1963 | A Child Is Waiting                                             | Dr. Ben Clark                                                          | |
| 1963 | Il gattopardo                                                  | Prince Don Fabrizio Salina                                             | |
| 1963 | The List of Adrian Messenger                                   | Cameo                                                                  | |
| 1964 | Seven Days in May                                              | General James Mattoon Scott                                            | |
| 1964 | The Train                                                      | Paul Labiche                                                           | |
| 1965 | La batalla dels turons del whisky (The Hallelujah Trail)       | Coronel Thaddeus Gearhart                                              | |
| 1966 | Els professionals (The Professionals)                          | Bill Dolworth                                                          | |
| 1967 | All About People                                               | Narrador                                                               | |
| 1968 | Els caçadors de cabelleres (The Scalphunters)                  | Joe Bass                                                               | |
| 1968 | El nedador (The Swimmer)                                       | Ned Merrill                                                            | |
| 1969 | La fortalesa (Castle Keep)                                     | Maj. Abraham Falconer                                                  | |
| 1969 | The Gypsy Moths                                                | Mike Rettig                                                            | |
| 1970 | Airport                                                        | Mel Bakersfeld                                                         | |
| 1971 | En nom de la llei (Lawman)                                     | Bannock Marshal Jered Maddox                                           | |
| 1971 | Valdez Is Coming                                               | Valdez                                                                 | |
| 1972 | Ulzana's Raid                                                  | McIntosh                                                               | |
| 1973 | Scorpio                                                        | Cross                                                                  | |
| 1973 | Executive Action                                               | James Farrington                                                       | |
| 1974 | L'home de mitjanit (The Midnight Man)                          | Jim Slade                                                              | |
| 1974 | Confidències (Gruppo di famiglia in un interno)                | El professor                                                           | |
| 1974 | Moses the Lawgiver (minisèrie TV)                              | Moses                                                                  | |
| 1976 | Buffalo Bill and the Indians, or Sitting Bull's History Lesson | Ned Buntline                                                           | |
| 1976 | Novecento (1900)                                               | Avi d'Alfredo                                                          | |
| 1976 | Victory at Entebbe (TV)                                        | Ximon Peres                                                            | |
| 1976 | El pas de Cassandra (The Cassandra Crossing)                   | Coronel Stephen Mackenzie                                              | |
| 1977 | Twilight's Last Gleaming                                       | General Lawrence Dell                                                  | |
| 1977 | L'illa del Dr. Moreau (The Island of Dr. Moreau)               | Dr. Paul Moreau                                                        | |
| 1978 | Go Tell the Spartans                                           | Maj. Asa Barker                                                        | |
| 1979 | Alba zulú (Zulu Dawn)                                          | Coronel Anthony Durnford                                               | |
| 1980 | Atlantic City                                                  | Lou Pascal                                                             | BAFTA al millor actor New York Film Critics Circle Award for Best Actor Nominació − Oscar al millor actor Nominació − Globus d'Or al millor actor dramàtic |
| 1981 | Cattle Annie and Little Britches                               | Bill Doolin                                                            | |
| 1981 | La pell (La pelle)                                             | General Mark Clark                                                     | |
| 1982 | Marco Polo (minisèrie TV)                                      | TeobaldoVisconti / Pope Gregory X                                      | |
| 1982 | Verdi (minisèrie TV)                                           | narrador a la versió americana                                         | |
| 1983 | Un personatge genial (Local Hero)                              | Felix Happer                                                           | Nominació − BAFTA al millor actor |
| 1983 | Clau omega (The Osterman Weekend)                              | Maxwell Danforth                                                       | |
| 1985 | Scandal Sheet                                                  | Harold Fallen                                                          | |
| 1985 | Little Treasure                                                | Delbert Teschemacher                                                   | |
| 1986 | Väter und Söhne - Eine deutsche Tragödie (minisèrie TV)        | Geheimrat Carl Julius Deutz                                            | |
| 1986 | On Wings of Eagles (minisèrie TV)                              | Tinent Coronel Arthur D. "Bull" Simons                                 | |
| 1986 | Barnum                                                         | Phineas Taylor 'P.T.' Barnum                                           | |
| 1991 | Separate But Equal (TV)                                        | John W. Davis                                                          | |
| 1986 | Tough Guys                                                     | Harry Doyle                                                            | |
| 1987 | Il giorno prima                                                | Dr. Herbert Monroe                                                     | |
| 1988 | Rocket Gibraltar                                               | Levi Rockwell                                                          | |
| 1989 | Camp de somnis (Field of Dreams)                               | Dr. Archibald 'Moonlight' Graham                                       | |
| 1989 | La bottega dell'orefice                                        | The Jeweller                                                           | |
| 1989 | I promessi sposi (minisèrie TV)                                | Cardinal Federigo Borromeo                                             | |
| 1990 | The Phantom of the Opera                                       | Gerard Carriere                                                        | Nominació − Globus d'Or al millor actor en minisèrie o telefilm                                                                                            |
| 1990 | Voyage of Terror: The Achille Lauro Affair (TV)                | Leon Klinghoffer                                                       | |